# Francisco José Lahmeyer Bugalho
Francisco José Lahmeyer Bugalho (* 26 de Julho 1905, Porto, Portugal; † 29 de Janeiro de 1949, Castelo de Vide, Portugal) foi um poeta português 
Filho de Francisco José Bugalho, natural de Castelo de Vide e de Sophia Sarmento Lahmeyer Bugalho, natural de Lisboa, trisneta de Johanes Frederich Lahmeyer que veio de Bremen para Portugal na segunda metade do século XVIII.  Foi o pai do poeta Cristovam Pavia.
Francisco Bugalho nasceu no Porto. Estudou direito em Coimbra, onde se formou. Fez parte do grupo literário Presença, no qual participaram outros autores de renome como João Gaspar Simões, José Régio e Branquinho da Fonseca . Foi amigo de Régio ao longo da vida.
Foi Conservador do Registo Predial em Castelo de Vide. Casou com Guilhermina Mimoso Flores Bugalho e foi morar para a Quinta dos Palmeiras em Castelo de Vide, onde produziu grande parte da sua obra . Teve dois filhos e uma filha. O primogénito viria a ser o poeta Cristovam Pavia.
Como poeta, teve várias publicações em revistas, desde 1929. Em 1931 viu o seu primeiro livro publicado, um volume de poemas, intitulado "Margens". Publicou ainda "Canções entre Céu e Terra" e "Paisagem". O seu estilo literário fez-lhe valer o título de "poeta da calma melancolia alentejana".